# Levotiroxina
La levotiroxina, també coneguda com a l-tiroxina, és una forma sintètica de l'hormona tiroidal tiroxina (T₄). S'empra per tractar la deficiència d'hormona tiroidal, incloent la forma més greu anomenada coma mixedematós. També pot ser emprada per tractar i prevenir certs tipus de tumors tiroidals. No està indicat per la pèrdua de pes. Es pot prendre per via oral o intravenosa. El seu efecte màxim es produeix a les 6 setmanes de la dosi.
Els efectes adversos per sobredosificació inclouen la pèrdua de pes, sufocacions, sudoració, ansietat, problemes d'insomni, tremolines i taquicàrdia. No és recomanable el seu ús en pacients que han patit recentment un infart de miocardi. El seu ús durant l'embaràs es considera segur. Es recomana que la seva dosificació vagi acompanyada per mesures regulars de les concentracions plasmàtiques de la tirotropina (TSH) i T₄. Bona part de l'efecte de la levotiroxina es produeix per la seva conversió a triiodotironina (T₃).

## Mecanisme d'acció
La levotiroxina és una forma sintètica de la tiroxina (T₄), una hormona endògena secreta per la glàndula tiroidal, la qual es converteix en el seu metabòlit actiu: la l-triiodotironina (T₃). T₄ i T₃ s'uneixen a les proteïnes receptores als nuclis celul·lars i provoquen efectes metabòlics mitjançant el control de la transcripció d'ADN i la síntesi proteica. Com el seu homòleg natural, la levotiroxina és una molècula quiral en la seva l-forma.

## Farmacocinètica
L'absorció de levotiroxina administrada per via oral per part del tracte gastrointestinal varia del 40 al 80 per cent, produint-se majoritàriament al jejú i a la part superior de l'ili. L'absorció de la levotiroxina s'incrementa pel dejú i es redueix per certes síndromes de malabsorció, per certs aliments i per l'edat. La biodisponibilitat del fàrmac es veu reduïda per fibra digestiva.
Més del 99 per cent d'hormones tiroidals circulants s'uneixen a proteïnes plasmàtiques, com ara la transtiretina o l'albúmina. Només la fracció lliure de l'hormona és metabòlicament activa.
La ruta primària del metabolisme d'hormona tiroidal és mitjançant desiodinació seqüencial. El fetge és el principal indret de desiodinació de T₄ i, juntament amb els ronyons, és responsable del 80 per cent de la circulació de T₃ A més de la desiodinació, les hormones tiroidals també s'excreten per via renal mitjançant la conjugació, glucuronidació i excreció directa per via biliar i intestinal, on pateixen els fenòmens de recirculació enterohepàtica.
La semivida d'eliminació és de 6 a 7 dies en persones amb resultats fisiològics de laboratori; de 9 a 10 dies en persones amb hipotiroïdisme, i de 3 a 4 dies per persones amb hipertiroïdisme. Les hormones tiroidals s'excreten principalment per via renal (aproximadament un 80 per cent), però l'excreció urinària es redueix amb l'edat. El 20 per cent restant de T₄ s'elimina per les femtes.

## Indicacions clíniques
La levotiroxina s'empra típicament per tractar l'hipotiroïdisme, essent el tractament de referència per a aquesta malaltia i essent necessària de per vida. Les dosis de levotiroxina que normalitzen les concentracions sèriques de tirotropina poden no normalitzar el colesterol LDL i el colesterol total.
S'utilitza també per tractar el goll mitjançant la seva habilitat per a reduir la tirotropina, una hormona que es considera inductora del goll. La levotiroxina es pot emprar en teràpia intervencionista en pacients amb malaltia nodular tiroidal o càncer tiroidal per suprimir la secreció de tirotropina. Un subgrup de pacients amb hipotiroïdisme tractats amb dosis apropiades de levotiroxina descriuen la refractarietat dels símptomes malgrat la normalització dels nivells de tirotropina. En aquests pacients, cal una avaluació clínica i de laboratori més detallada perquè els seus símptomes podrien tenir una altra causa més enllà de l'hipotiroïdisme. A més a més, és important revisar les seves medicacions, ja que molts fàrmacs i suplements dietètics podrien afectar els nivells d'hormones tiroidals.
Una altra utilitat de la levotiroxina és el tractament de l'hipotiroïdisme subclínic (nivells elevats de tirotropina amb nivells normals de T₄ lliure sense simptomatologia). La naturalesa asimptomàtica d'aquests pacients provoca que la necessitat del seu tractament generi controvèrsia. Un benefici de tractar aquesta població concreta amb levotiroxina és la prevenció d'hipotiroïdisme clínic En aquests casos, es recomana que es tingui en compte el tractament en aquells pacients amb nivells inicials de tirotropina per sobre de 10 mIU/L, en aquells pacients amb nivells elevats d'anticossos antitiroidals, en aquells pacients amb símptomes d'hipotiroïdisme i nivells de tirotropina en l'interval de 5 a 10 mIU/L i en dones embarassades o que han manifestat el seu desig de gestació. La dosificació oral per pacients amb hipotiroïdisme subclínic és d'1 μg diari per quilo de pes.
També és part del tractament del coma mixedematós, una forma greu d'hipotiroïdisme caracteritzada per alteracions de l'estat de consciència i hipotèrmia. Pel fet de ser una emergència mèdica amb una taxa elevada de mortalitat, hauria de ser tractada en una unitat de medicina intensiva amb teràpia de reemplaçament amb hormones tiroidals i un maneig intensiu de les complicacions orgàniques que s'hagin pogut produir.

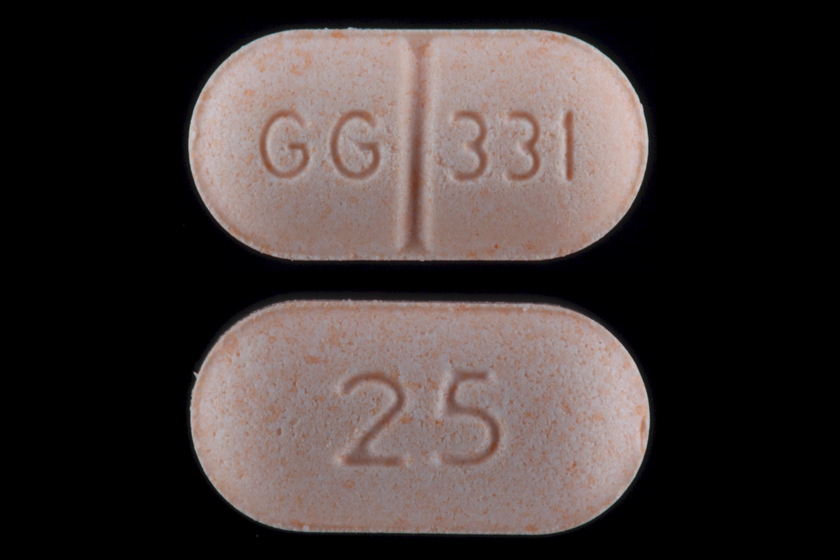
Levotiroxina genèrica, dosis orals de 25 μg

Les dosificacions poden variar segons el grup d'edat i la condició individual del pacient (sexe, índex de masa corporal, pes corporal, adherència terapèutica, l'activitat de iodotirosina deionidases i l'etiologia de l'hipotiroïdisme). Es recomanen avaluacions clíniques i monitoratge dels nivells de tirotropina quan ja s'ha establert la dosificació. La levotiroxina es pren oralment en dejú aproximadament 30 a 60 minuts abans d'ingerir aliment. De la mateixa forma, la teràpia de reemplaçament amb hormones tiroidals es pren 30 minuts abans de la ingesta al matí. Per als pacients amb problemes per prendre la levotiroxina al matí, la dosificació prèvia a dormir és igualment efectiva. Un estudi publicat a la revista Journal of the American Medical Association mostra eficàcia clínica superior de la levotiroxina quan es pren abans de dormir.
Una mala adherència terapèutica en prendre la medicació és la causa més comuna de nivells elevats de TSH en persones que han rebut dosificacions apropiades de levotiroxina.

### Pacients d'edat avançada
En casos de pacients d'edat avançada (per sobre dels 50 anys) i en persones amb antecedents coneguts o sospites de malaltia coronària, la teràpia amb levotiroxina no s'hauria d'iniciar amb dosis completes. Pel fet que les hormones tiroidals incrementen la demanda cardíaca d'oxigen incrementant el ritme cardíac i la seva contractibilitat, començar amb dosis més altes de levotiroxina podria induir a una síndrome coronària aguda o a una arrítmia.

### Embaràs i lactància
D'acord amb les categories d'embaràs de la U.S. Food and Drug Administration, la levotiroxina es considera de la categoria A. A causa de l'absència d'increment del risc de malformacions congènites en dones embarassades que prenguin levotiroxina, la teràpia s'hauria de continuar durant la gestació. A més a més, la teràpia s'hauria de dur a terme immediatament en dones diagnosticades d'hipotiroïdisme durant l'embaràs, ja que l'hipotiroïdisme s'associa a una taxa més elevada de complicacions: avortament espontani, preeclàmpsia i naixement prematur.
Els requeriments d'hormones tiroidals s'incrementen durant tot l'embaràs. Per aquesta causa, es recomana que les dones embarassades incrementin la teràpia a nou dosis setmanals de levotiroxina tan aviat com es confirmi l'embaràs. La repetició de les proves de funció tiroidal s'hauria de fer unes cinc setmanes després d'incrementar-ne la dosi.
Malgrat la mínima presència d'hormones tiroidals en la llet materna, aquesta quantitat no té influència en els nivells plasmàtics d'hormones tiroidals de l'infant. Més enllà d'això, la levotiroxina no ha demostrat causar efectes adversos ni en l'infant ni en la mare durant la lactància. Ja que són necessàries concentracions adequades d'hormones tiroidals per mantenir una lactància normal, es recomana l'administració de dosis apropiades de levotiroxina durant l'alletament.

### Infants
La levotiroxina és segura i efectiva en infants amb hipotiroïdisme; l'objectiu del tractament infantil de l'hipotiroïdisme és assolir i preservar el desenvolupament intel·lectual i físic normals.

## Interaccions
Hi ha aliments i altres substàncies que poden interferir amb l'absorció de la levotiroxina. Les substàncies que redueixen l'absorció són l'alumini i el magnesi present a fàrmacs com els antiàcids, la simeticona, el sucralfat, la colestiramina, el colestipol i el sulfonat de poliestirè. El suc de pomelo pot retardar l'absorció de la levotiroxina però, basant-se en un estudi de deu persones sanes de vint a trenta anys (vuit homes i dues dones), podria no tenir un efecte significatiu en la biodisponibilitat en persones joves. Un estudi de vuit dones suggereix que el cafè podria interferir amb l'absorció intestinal de levotiroxina, encara que a un nivell inferior que la ingesta de segó. Hi ha altres substàncies que poden generar greus efectes adversos: la combinació de levotiroxina amb ketamina pot generar hipertensió i taquicàrdia; els antidepressius tricíclics i tetracíclics incrementen la seva toxicitat i el liti pot generar hipertiroïdisme (encara que genera hipotiroïdisme més sovint) afectant al metabolisme del iodur i inhibint la levotiroxina sintètica.

## Efectes adversos
Els efectes adversos són generalment causats per dosificacions incorrectes. La supressió a llarg termini de tirotropina per sota dels valors normals generarà freqüents efectes cardiovasculars i contribueix a una reducció de la densitat òssia (es coneix bé que els nivells reduïts de tirotropina contribueixen al desenvolupament de l'osteoporosi).
Una sobredosificació de levotiroxina provoca l'aparició d'hipertiroïdisme, palpitacions cardíaques, dolor abdominal, nàusees, ansietat, confusió, agitació, insomni, pèrdua de pes i hiperfàgia. Les reaccions al·lèrgiques al fàrmac es caracteritzen per símptomes com la dispnea o inflor a la cara o a la llengua. Una sobredosi aguda pot causar febre, insuficiència cardíaca, coma i insuficiència adrenal.
Una sobredosificació aguda massiva podria ser perillosa per la vida; està associada amb increment de l'activitat simpàtica i requereix tractament simptomàtic amb beta-bloquejants i de suport.
Els efectes de la sobredosi apareixen entre 6 hores i 11 dies després de la ingesta.

## Contraindicacions
La levotiroxina està contraindicada en pacients amb hipersensibilitat a la levotiroxina sòdica o a qualsevol component de la formulació, en pacients amb infart miocardíac i en pacients amb tirotoxicosi de qualsevol etiologia. La levotiroxina també està contraindicada en pacients amb insuficiència adrenal no corregida, ja que les hormones tiroidals poden causar una crisi adrenal aguda mitjançant l'increment de l'aclariment metabòlic de glucocorticoides. En el cas de pastilles orals, la incapacitat per empassar càpsules constitueix una contraindicació addicional.

## Història
La tiroxina va ser aïllada per primera vegada en la seva forma pura el 1914 a Mayo Clinic per Edward Calvin Kendall mitjançant extractes de glàndules tiroidals de porc. L'hormona va ser sintetitzada el 1927 pels químics britànics Charles Robert Harington i George Barger.